# 香港佛教醫院
香港佛教醫院（英語：Hong Kong Buddhist Hospital，醫院管理局內部代碼：BH），坐落於香港九龍黃大仙區樂富杏林街10號，由香港佛教聯合會所籌辦。佛教醫院隸屬於九龍中聯網。
香港佛教醫院以「慈悲無我解病苦，修身護人創新生」為宗旨，提供內科、療養科及腫瘤科服務，並且與伊利沙伯醫院合作，提供復康服務。佛教醫院主要為九龍中聯網的病人提供服務。

## 歷史
醫院始建於1966年，到1970年9月10日門診部和X光部率先投入服務，同年10月14日，住院部亦投入服務。醫院初期只獲得政府資助部分經費，1977年得到政府全面資助，1991年加入醫院管理局。

### 翻新
由於香港佛教醫院設施老化、屋宇設備過時，並陸續出現混凝土剝落、漏水及電力故障等問題，同時人口老化，慢性病病發率不斷增加，故此醫管局2014年向立法會申請撥款4.8億港元用於翻新香港佛教醫院。由於立法會工務小組未能於2014年完成審議，工程需要重新招標，竣工日期推遲至2019年第三季，造價亦因而上升至5.63億港元。於2015年7月向立法會申請撥款5.63億港元翻新香港佛教醫院，並於同年8月開工，當時預計於2018年9月完工。
香港佛教醫院於2019年4月完成翻修工程，工程包括翻修A座和B座住院病房和相關設施及屋宇設備裝置、增設升降機塔、興建連接B座與C座的有蓋連接橋及翻修B座各部門、辦公室及附屬設施等。翻修後增設了130張病床，包括30張急症病床與424張療養病床，而翻修後的病房加入「長者友善」元素，比如設置防滑地板以及離床警報器，一旦長者擅自離床，警報器即會發出聲響通知醫護人員，減少長者跌倒或發生意外的機會。病房走廊設有兩邊扶手。院內超過一半的病床都是氣墊床，為長期臥床的長者分擔身體壓力，減少患上壓瘡的機會。院內設有3間獨立彌留病房，以便臨終的病人與家屬能舒適地走向人生終結。同時，佛教醫院亦會增設一間新手術室，並可在每周增設5節手術時段。截止2020年12月31日，設有超過400張病床及超過600位員工。

## 服務範圍
- 住院服務 : 	
  - 內科
  - 紓緩治療
  - 矯形及創傷（骨）科
- 門診服務 : 	
  - 普通科門診
  - 專科內科門診（分科：心臟科、老人科、內科及紓緩治療）
  - 護士診所（糖尿科及關節置換）
- 日間及外展服務 : 
  - 日間病房
  - 日間康復中心
  - 家居紓緩服務
- 專職醫療服務 : 
  - 藥劑服務
  - 物理治療
  - 職業治療
  - 放射診斷
  - 醫務社會服務
  - 營養治療
  - 言語治療
  - 臨床心理服務
  - 足病診療
  - 義肢及矯形服務
- 其他 : 	
  - 病人資源中心

## 外部連結
- 香港佛教醫院官方網站 （页面存档备份，存于）